# شاهر شاهين
شاهر شاهين لاعب كرة قدم سوري من مواليد جدة في 2 يناير 1990، يلعب حالياً مع الاتحاد .
لعب مع الكرامة الحمصي، انتسب إلى النادي منذ صغره وتم ترفيعه من فئة إلى فئة حتى وصل إلى فئة الرجال واحترف في نادي الأصالة الأردني ونادي قلالي البحريني ونادي الوطني السعودي ووقع مع الاتحاد في عام 2018 .